# Flurazepam
Flurazepam (nome comercial: Morfex) é uma substância utilizada como medicamento pertencente ao grupo e subgrupos:
- Medicamentos Sistema nervoso central
  - Psicofármacos
    - Ansiolíticos,  sedativos e hipnóticos
      - Benzodiazepinas

## Indicações
- Insónia (Só para tratamento de curto prazo)

## Reacções adversas
- Sonolência
- Descoordenação motora
- Alterações gastro-intestinais
- Diarreia
- Vómitos
- Alterações do  apetite
- Alterações visuais
- Irregularidades cardiovasculares
- Alteração da memória
- Confusão
- Depressão
- Vertigem
- O seu uso prolongado pode causar dependência e síndrome de abstinência quando a medicação é interrompida
- Provoca por vezes alterações no gosto (sabor)

## Contra indicações e precauções
- As doses devem ser reduzidas nos idosos
- Deve ser administrado com cuidado em doentes com miastenia gravis ou insuficiência respiratória ou com apneia do sono
- Não deve ser administrado a doentes com porfiria

## Interacções
Deve ser evitado o uso concomitante de álcool e medicamentos depressores do Sistema Nervoso Central.

## Farmacocinética
- Flurazepam atravessa a barreira placentária e aparece em pequenas doses no leite materno
- É absorvido no trato gastro-intestinal
- Um dos metabolitos do flurazepam, o N-desalquilflurazepam tem uma semi-vida de cerca de quarenta e sete a cem horas. Este metabólito é o que tem maior actividade farmacológica

## Excreção
- Flurazepam é excretado pela urina, assim como os seus metabolitos